# Gaius Norbanus Flaccus (Konsul 38 v. Chr.)
Gaius Norbanus Flaccus war ein Politiker der späten römischen Republik und 38 v. Chr. Konsul.

## Leben
Gaius Norbanus Flaccus, dessen Vater ebenfalls das Pränomen Gaius führte, war wohl ein Sohn des um 83 v. Chr. nachgewiesenen Münzmeisters Gaius Norbanus und Enkel des gleichnamigen Konsuls von 83 v. Chr.
Das erste bekannte Amt von Norbanus Flaccus’ cursus honorum ist seine Prätur, die er 43 v. Chr. (eventuell schon 44 v. Chr.) ausübte. In dieser Eigenschaft emittierte er gemeinsam mit Lucius Cestius eine Serie von Goldmünzen.
42 v. Chr. kämpfte Norbanus Flaccus auf Seite der Triumvirn Marcus Antonius und Octavian (der spätere Kaiser Augustus) gegen die Caesarmörder Marcus Iunius Brutus und Gaius Cassius Longinus. Trotz der Überlegenheit der Republikaner zur See gelang es Norbanus Flaccus und Lucius Decidius Saxa, etwa Mitte 42 v. Chr. mit einer militärischen Vorhut von acht Legionen durch das Ionische Meer nach Makedonien zu segeln. Sie landeten an der dortigen unbewachten Küste, marschierten auf der Via Egnatia ostwärts über Thessalonike und Philippi bis zum Fluss Nestos in Thrakien und besetzten die dortigen Küstenpässe. Da stießen sie aber auf die ihnen entgegenziehenden, numerisch viel stärkeren Truppen von Brutus und Cassius. Während der ein Geschwader kommandierende Caesarmörder Lucius Tillius Cimber im Süden der Stellung von Norbanus Flaccus und Decidius Saxa ein Landungsmanöver unternahm, wurden diese vom überlegenen Landheer der Republikaner im Norden auf Gebirgspfaden umgangen. Rechtzeitig konnten die Unterfeldherren der Triumvirn nach Amphipolis zurückweichen und diese Position behaupten, bis dort Antonius mit den Hauptstreitkräften ankam. Nachdem Brutus und Cassius in den beiden Schlachten bei Philippi von den Triumvirn geschlagen worden waren und Selbstmord verübt hatten (Oktober/November 42 v. Chr.), wurde Norbanus Flaccus an Stelle des erkrankten Octavian der Oberbefehlshaber von dessen Truppen.
In Anerkennung seiner für die Triumvirn erbrachten Leistungen durfte Norbanus Flaccus 38 v. Chr. das Konsulat bekleiden, wobei er Appius Claudius Pulcher zum Amtsgenossen hatte. 36 v. Chr. löste er Gnaeus Domitius Calvinus als Statthalter von Spanien ab und verwaltete dieses Land in der Stellung eines Prokonsuls bis 34 v. Chr. Aufgrund seiner dort geführten erfolgreichen Kämpfe, über deren Verlauf keine Nachrichten vorliegen, erhielt er die Erlaubnis, am 12. Oktober 34 v. Chr. einen Triumph abzuhalten. Möglicherweise gründete er in Spanien Norba Caesarina, das heutige Cáceres.
Etwa ab 31 v. Chr. stand Norbanus Flaccus der Provinz Asia vor. Er sandte Briefe an die Magistrate von Sardes und Ephesos und teilte diesen darin den Befehl Octavians mit, dass die Juden nicht an der Abführung der Tempelsteuer nach Jerusalem gehindert werden dürften. In Pergamon wurde ihm ein Standbild errichtet. Ferner wird sein Name unter den Zeugen eines 25 v. Chr. erlassenen Senatskonsults bezüglich der auf Lesbos gelegenen Stadt Mytilene als erster angeführt.
Norbanus Flaccus hatte einen gleichnamigen Sohn, der sich ebenfalls der Gunst des Augustus erfreute und 24 v. Chr. das Konsulat innehatte.